# Несолонська сільська рада
Несолонська сільська рада — колишня адміністративно-територіальна одиниця та орган місцевого самоврядування у Новоград-Волинському, Соколовському районах і Новоград-Волинській міській раді Волинської округи, Київської й Житомирської областей Української РСР та України з адміністративним центром у с. Несолонь.

## Населені пункти
Сільській раді були підпорядковані населені пункти:
- с. Несолонь
- с. Дубівка
- с. Теснівка

## Населення
Кількість населення ради, станом на 1923 рік, становила 2 025 осіб, кількість дворів — 384.
Кількість населення сільської ради, станом на 1924 рік, становила 2 036 осіб.
Відповідно до результатів перепису населення СРСР, кількість населення ради, станом на 12 січня 1989 року, становила 1 229 осіб.
Станом на 5 грудня 2001 року, відповідно до перепису населення України, кількість мешканців сільської ради становила 1 012 осіб.

## Склад ради
Рада складалася з 15 депутатів та голови.

### Керівний склад сільської ради
| ПІБ                     | Основні відомості                                                                    | Дата обрання | Дата звільнення |
| ----------------------- | ------------------------------------------------------------------------------------ | ------------ | --------------- |
| Ковальчук Таміла Яківна | Сільський голова, 1964 року народження, освіта                                       | 26.03.2006   | 31.10.2010      |
| Ковальчук Таміла Яківна | Сільський голова, 1964 року народження, освіта вища, Політична партія «Наша Україна» | 31.10.2010   |                 |

Примітка: таблиця складена за даними джерела

## Історія
Створена 1923 року в складі сіл Несолонь і Пуліянівка та колонії Максимівка Романовецької волості Новоград-Волинського повіту Волинської губернії. 27 жовтня 1926 року в с. Поліянівка створено окрему, Поліянівську сільську раду Новоград-Волинського району Волинської округи. Станом на 1 жовтня 1941 року кол. Максимівка не значилася на обліку населених пунктів.
Станом на 1 вересня 1946 року сільська рада входила до складу Новоград-Волинської міської ради Житомирської області, на обліку в раді перебувало с. Несолонь.
30 вересня 1958 року, відповідно до рішення Житомирського облвиконкому № 957 «Про зміну адміністративно-територіального поділу Новоград-Волинського району», до складу ради включено села Болярка, Варварівка, Кам'яний Майдан, Лагульськ і Миколаївка ліквідованих Варварівської та Миколаївської сільських рад Новоград-Волинського району. Одночасно села Болярка та Кам'яний Майдан підпорядковані Черницькій сільській раді Новоград-Волинського району Житомирської області.
На 1 січня 1972 року сільська рада входила до складу Новоград-Волинського району Житомирської області, на обліку в раді перебували села Варварівка, Лагульськ, Миколаївка та Несолонь.
13 липня 1972 року, відповідно до рішення Житомирського ОВК № 302 «Про зміну адміністративного підпорядкування села Миколаївки Новоград-Волинського району», с. Миколаївка передане до складу Брониківської сільської ради Новоград-Волинського району. 12 серпня 1974 року, відповідно до рішення Житомирського облвиконкому № 342 «Про зміни в адміністративно-територіальному поділі окремих районів області в зв'язку з укрупненням колгоспів», до складу ради включено села Дубівка та Теснівка ліквідованої Теснівської сільської ради, села Варварівка та Лагульськ підпорядковані відновленій Кам'яномайданській сільській раді Новоград-Волинського району.
Виключена з облікових даних 17 липня 2020 року. Територію та населені пункти ради, відповідно до розпорядження Кабінету Міністрів України № 711-р від 12 червня 2020 року «Про визначення адміністративних центрів та затвердження територій територіальних громад Житомирської області», включено до складу Брониківської сільської територіальної громади Новоград-Волинського району.
Входила до складу Новоград-Волинського (7.03.1923 р., 15.09.1930 р., 4.06.1958 р.), Соколовського (20.06.1930 р.) районів та Новоград-Волинської міської ради (1.06.1935 р.).